# باري مكارثر
باري مكارثر (بالإنجليزية: Barry McArthur)‏ هو لاعب كرة قدم بريطاني في مركز الهجوم، ولد في 4 مايو 1947 في نوتنغهام في المملكة المتحدة. لعب مع نادي بارو ونادي يورك سيتي ونوتينغهام فورست.